# اوتینی (سن ماریتیم)
اوتینی (به فرانسوی: Autigny) یک کمون در فرانسه است که در canton of Fontaine-le-Dun واقع شده‌است. اوتینی ۴٫۱ کیلومتر مربع مساحت دارد ۱۰۰ متر بالاتر از سطح دریا واقع شده‌است.